# Lilium rockii
Lilium rockii là một loài thực vật có hoa trong họ Liliaceae. Loài này được R.H.Miao miêu tả khoa học đầu tiên năm 1995.